# 正治 (日本)
正治（1199年四月二十七日至1201年二月十三日）是日本的年號之一。這個時代的天皇是土御門天皇，由後鳥羽上皇實施院政。鎌倉幕府征夷大將軍為源賴朝（身後職位懸空至源賴家為征夷大將軍）。

## 改元
- 建久十年四月二十七日（1199年5月23日） 改元正治
- 正治三年二月十三日（1201年3月19日） 改元建仁

## 出處
《莊子·漁父》：「天子、諸侯、大夫、庶人，此四者自正，治之美也；四者離位而亂莫大焉。」。

## 逝世
- 正治元年：源賴朝離世，源賴家繼位為源氏首領。

## 紀年、西曆、干支對照表
| 正治       | 元年   | 二年   | 三年   |
| 儒略曆日期 | 1199年 | 1200年 | 1201年 |
| 干支       | 己未   | 庚申   | 辛酉   |